# Halové mistrovství světa v pozemním hokeji 2015

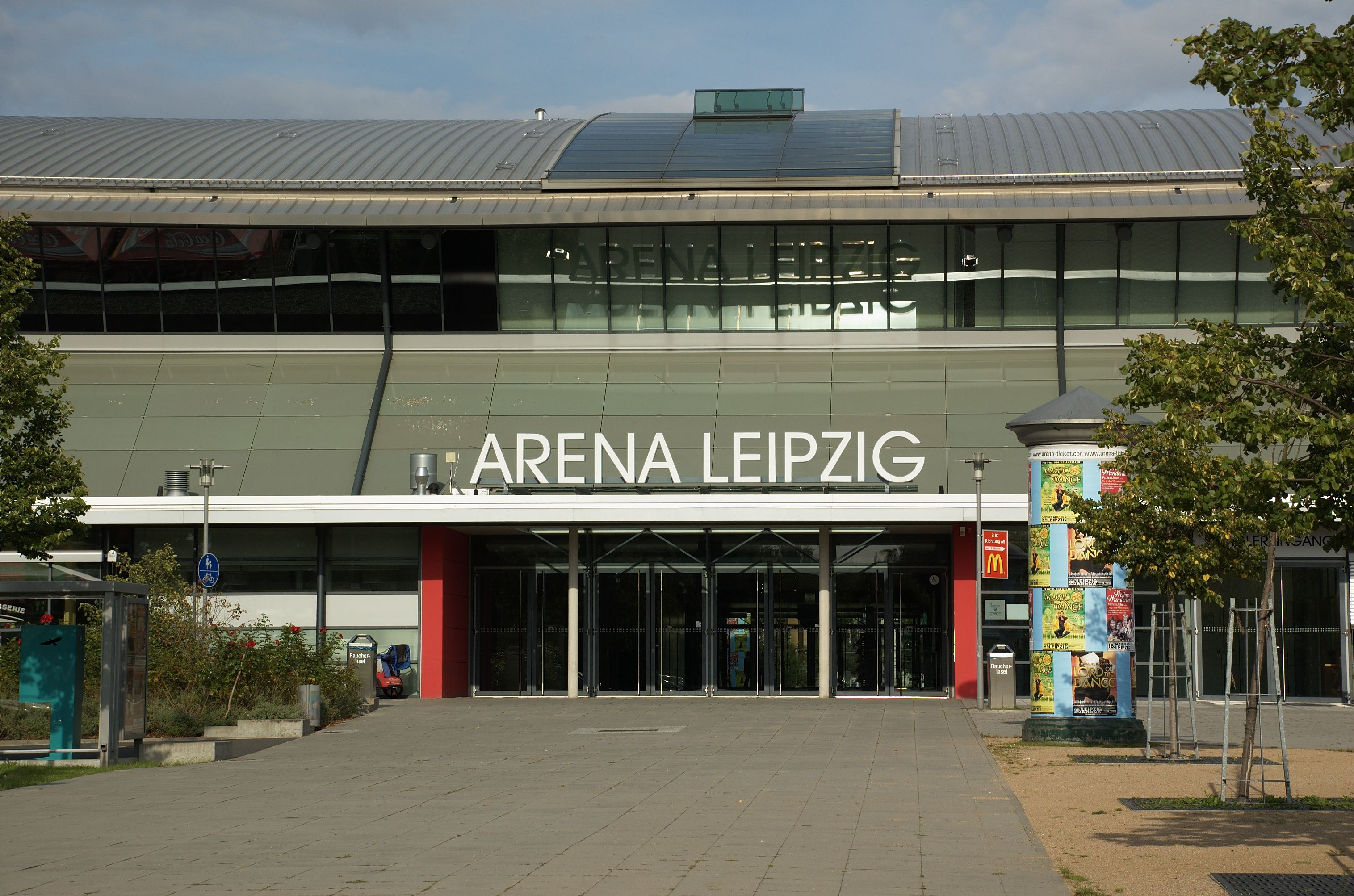
Místo konání halového mistrovství světa v pozemním hokeji 2015

4. Halové mistrovství světa v pozemním hokeji se uskuteční ve dnech 4. až 8. února 2015 ve víceúčelové hale v Lipsku a zahrnuje turnaj mužů i turnaj žen.

## program soutěží
Obou turnajů se zúčastní 12 týmů, které jsou rozděleny do 2 šestičlenných skupin ve kterých se hraje způsobem jeden zápas každý s každým a poté týmy na 1. až 4. místě ve skupinách postoupí do čtvrtfinále, jehož vítězové postupují do semifinále. Týmy na 5. a 6. místě hrají pavouka o 9. až 12. místo a poražené čtvrtfinalisty čeká pavouk o 5. až 8. místo.

## Turnaj mužů

### Účastníci
Účastníci se na turnaj kvalifikovali podle následujícího klíče:
- 1 účastník – pořadatel
- 1 účastník – nejlepší tým z kvalifikačního turnaje v Africe
- 1 účastník – nejlepší tým z kvalifikačního turnaje v Oceánii
- 1 účastník – nejlepší tým z Mistrovství Evropy 2014
- 1 účastník – nejlepší tým z Mistrovství Asie 2014
- 1 účastník – nejlepší tým z Panamerického mistrovství 2014
- 6 účastníků – každý tým, který na minulém Mistrovství světa skončil do 6. místa zajistil svému kontinentu jedno místo navíc. Pořadí na prvních 6 místech na minulém Mistrovství světa bylo následující: 1. Německo (Evropa), 2. Polsko (Evropa), 3. Rakousko (Evropa), 4. Rusko (Evropa), 5. Nizozemsko (Evropa), 6. Anglie (Evropa) – tudíž se na turnaj kvalifikovalo dalších 6 nejlepších týmu Mistrovství Evropy 2014.

| Pořadatel - Německo | Mistrovství Evropy 2014 - Rakousko - Rusko - Polsko - Nizozemsko - Česko - Francie (odřekla účast) - Švýcarsko | Afrika – kvalifikace - Jižní Afrika | Panamerické mistrovství 2014 - Kanada | Mistrovství Asie 2014 - Írán | Oceánie – kvalifikace - Austrálie | Divoká karta místo Francie - Švédsko |

## Skupina A
- 4. února
- Česko – Austrálie 0:0 Zpráva
- Německo – Švédsko 9:4 Zpráva
- Rakousko – Írán 7:2 Zpráva
- Švédsko – Česko 1:1 Zpráva
- Německo – Írán 11:3 Zpráva
- Rakousko – Austrálie 3:1 Zpráva
- 5. února
- Austrálie – Írán 5:8 Zpráva
- Česko – Německo 4:9 Zpráva
- Švédsko – Rakousko 1:4 Zpráva
- Austrálie – Švédsko 3:3 Zpráva
- Rakousko – Německo 4:5 Zpráva
- Írán – Česko 3:3 Zpráva
- 6. února
- Česko – Rakousko 2:2 Zpráva
- Írán – Švédsko 8:10 Zpráva
- Německo – Austrálie 9:4 Zpráva

| Poř. | Tým       | Z | V | R | P | VG | OG | B  |
| ---- | --------- | - | - | - | - | -- | -- | -- |
| 1.   | Německo   | 5 | 5 | 0 | 0 | 43 | 19 | 15 |
| 2.   | Rakousko  | 5 | 3 | 1 | 1 | 20 | 11 | 10 |
| 3.   | Švédsko   | 5 | 1 | 2 | 2 | 19 | 25 | 5  |
| 4.   | Írán      | 5 | 1 | 1 | 3 | 24 | 36 | 4  |
| 5.   | Česko     | 5 | 0 | 4 | 1 | 10 | 15 | 4  |
| 6.   | Austrálie | 5 | 0 | 2 | 3 | 13 | 23 | 2  |

- O pořadí na 4. a 5. místě rozhodl počet vítězných zápasů.

## Skupina B
- 4. února
- Nizozemsko – Kanada 3:1 Zpráva
- Rusko – Švýcarsko 4:3 Zpráva
- Polsko – Jihoafrická republika 8:3 Zpráva
- Rusko – Kanada 2:1 Zpráva
- Polsko – Švýcarsko 4:4 Zpráva
- Jihoafrická republika – Nizozemsko 0:5 Zpráva
- 5. února
- Jihoafrická republika – Rusko 2:10 Zpráva
- Nizozemsko – Polsko 3:3 Zpráva
- Kanada – Švýcarsko 0:4 Zpráva
- Kanada – Jihoafrická republika 5:5 Zpráva
- Rusko – Polsko 5:5 Zpráva
- Švýcarsko – Nizozemsko 2:5 Zpráva
- 6. února
- Polsko – Kanada 6:3 Zpráva
- Nizozemsko – Rusko 4:5 Zpráva
- Švýcarsko – Jihoafrická republika 4:1 Zpráva

| Poř. | Tým          | Z | V | R | P | VG | OG | B  |
| ---- | ------------ | - | - | - | - | -- | -- | -- |
| 1.   | Rusko        | 5 | 4 | 1 | 0 | 26 | 15 | 13 |
| 2.   | Nizozemsko   | 5 | 3 | 1 | 1 | 20 | 11 | 10 |
| 3.   | Polsko       | 5 | 2 | 3 | 0 | 26 | 18 | 9  |
| 4.   | Švýcarsko    | 5 | 2 | 1 | 2 | 17 | 14 | 7  |
| 5.   | Kanada       | 5 | 0 | 1 | 4 | 10 | 20 | 1  |
| 6.   | Jižní Afrika | 5 | 0 | 1 | 4 | 11 | 32 | 1  |

- O pořadí na 5. a 6. místě rozhodl poměr ve skóre vstřelených a obdržených branek.

## Zápasy o umístění
6. února se odehrají oba zápasy o 9. až 12. místo, 7. února se odehrají všechny 4 čtvrtfinále, zápas o 11. místo, zápas o 9. místo, oba zápasy o 5. až 8. místo a obě semifinále, 8. února se odehraje zápas o 5. místo, zápas o 7. místo, zápas o 3. místo a finále.

### Schéma zápasů o 9. až 12. místo
|  | O 9. až 12. místo | O 9. až 12. místo | O 9. až 12. místo |  |  | O 9. místo  | O 9. místo   | O 9. místo  |
|  |                   |                   |                   |  |  |             |              |             |
|  | 5.A               | Česko             | 4                 |  |  |             |              |             |
|  | 6.B               | Jižní Afrika      | 2                 |  |  |             |              |             |
|  |                   |                   |                   |  |  | 5.A         | Česko        | 6           |
|  |                   |                   |                   |  |  | 6.A         | Austrálie    | 4           |
|  | 5.B               | Kanada            | 3                 |  |  |             |              |             |
|  | 6.A               | Austrálie         | 6                 |  |  | O 11. místo | O 11. místo  | O 11. místo |
|  |                   |                   |                   |  |  | 6.B         | Jižní Afrika | 2           |
|  |                   |                   |                   |  |  | 5.B         | Kanada       | 1           |

### Schéma zápasů o medaile
|  | Čtvrtfinále 1 |               |               |  |     |              |              |              |  |               |               |               |   |
|  | 1.A           | Německo       | 11            |  |     |              |              |              |  |               |               |               |   |
|  | 4.B           | Švýcarsko     | 2             |  |     | Semifinále 1 | Semifinále 1 | Semifinále 1 |  |               |               |               |   |
|  |               |               |               |  |     | 1.A          | Německo      | 4 (1)        |  |               |               |               |   |
|  | Čtvrtfinále 2 | Čtvrtfinále 2 | Čtvrtfinále 2 |  | 2.B | Nizozemsko   | 4 (2)        |              |  |               |               |               |   |
|  | 2.B           | Nizozemsko    | 5             |  |     |              |              |              |  |               |               |               |   |
|  | 3.A           | Švédsko       | 3             |  |     |              |              |              |  | Finále        | Finále        | Finále        |   |
|  |               |               |               |  |     |              |              |              |  |               | 2.B           | Nizozemsko    | 3 |
|  | Čtvrtfinále 3 | Čtvrtfinále 3 | Čtvrtfinále 3 |  |     |              |              |              |  |               | 2.A           | Rakousko      | 2 |
|  | 1.B           | Rusko         | 5             |  |     |              |              |              |  |               |               |               |   |
|  | 4.A           | Írán          | 8             |  |     | Semifinále 2 | Semifinále 2 | Semifinále 2 |  | Zápas o bronz | Zápas o bronz | Zápas o bronz |   |
|  |               |               |               |  |     | 4.A          | Írán         | 5            |  | 1.A           | Německo       | 13            |   |
|  | Čtvrtfinále 4 | Čtvrtfinále 4 | Čtvrtfinále 4 |  | 2.A | Rakousko     | 7            |              |  | 4.A           | Írán          | 2             |   |
|  | 2.A           | Rakousko      | 5             |  |     |              |              |              |  |               |               |               |   |
|  | 3.B           | Polsko        | 1             |  |     |              |              |              |  |               |               |               |   |

### Schéma zápasů o 5. až 8. místo
|  | O 5. až 8. místo | O 5. až 8. místo | O 5. až 8. místo |  |  | O 5. místo | O 5. místo | O 5. místo |
|  |                  |                  |                  |  |  |            |            |            |
|  | 4.B              | Švýcarsko        | 3                |  |  |            |            |            |
|  | 3.A              | Švédsko          | 4                |  |  |            |            |            |
|  |                  |                  |                  |  |  | 3.A        | Švédsko    | 1          |
|  |                  |                  |                  |  |  | 1.B        | Rusko      | 3          |
|  | 1.B              | Rusko            | 6                |  |  |            |            |            |
|  | 3.B              | Polsko           | 4                |  |  | O 7. místo | O 7. místo | O 7. místo |
|  |                  |                  |                  |  |  | 4.B        | Švýcarsko  | 4 (1)      |
|  |                  |                  |                  |  |  | 3.B        | Polsko     | 4 (2)      |

### O 9. až 12 místo
- 6. února
- Česko – Jihoafrická republika 4:2 Zpráva
- Kanada – Austrálie 3:6 Zpráva

### O 11. místo
- 7. února
- Jihoafrická republika – Kanada -:-

### O 9. místo
- 7. února
- Česko – Austrálie -:-

### Čtvrtfinále
- 7. února
- Německo – Švýcarsko 11:2 Zpráva
- Nizozemsko – Švédsko 5:3 Zpráva
- Rusko – Írán 5:8 Zpráva
- Rakousko – Polsko 5:1 Zpráva

### O 5. až 8. místo
- 7. února
- Švýcarsko – Švédsko 3:4 Zpráva
- Rusko – Polsko 6:4 Zpráva

### Semifinále
- 7. února
- Německo – Nizozemsko 4:4 (1:2 na penalty) Zpráva
- Írán – Rakousko 5:7 Zpráva

### O 7. místo
- 8. února
- Švýcarsko – Polsko 4:4 (1:2 na penalty) Zpráva

### O 5. místo
- 8. února
- Švédsko – Rusko 1:3 Zpráva

### O 3. místo
- 8. února
- Německo – Írán 13:2 Zpráva

### Finále
- 8. února
- Nizozemsko – Rakousko 3:2 Zpráva

## Konečné pořadí turnaje mužů
| Poř. | Tým          |
| ---- | ------------ |
| 1.   | Nizozemsko   |
| 2.   | Rakousko     |
| 3.   | Německo      |
| 4.   | Írán         |
| 5.   | Rusko        |
| 6.   | Švédsko      |
| 7.   | Polsko       |
| 8.   | Švýcarsko    |
| 9.   | Česko        |
| 10.  | Austrálie    |
| 11.  | Jižní Afrika |
| 12.  | Kanada       |

## Turnaj žen

### Účastníci
Účastníci se na turnaj kvalifikovali podle následujícího klíče:
- 1 účastník – pořadatel
- 1 účastník – nejlepší tým z kvalifikačního turnaje v Africe
- 1 účastník – nejlepší tým z kvalifikačního turnaje v Oceánii
- 1 účastník – nejlepší tým z Mistrovství Evropy 2014
- 1 účastník – nejlepší tým z Mistrovství Asie 2014
- 1 účastník – nejlepší tým z Panamerického mistrovství 2014
- 6 účastníků – každý tým, který na minulém Mistrovství světa skončil do 6. místa zajistil svému kontinentu jedno místo navíc. Pořadí na prvních 6 místech na minulém Mistrovství světa bylo následující: 1. Německo (Evropa), 2. Nizozemsko (Evropa), 3. Ukrajina (Evropa), 4. Bělorusko (Evropa), 5. Polsko (Evropa), 6. Česko (Evropa) – tudíž se na turnaj kvalifikovalo dalších 6 nejlepších týmu Mistrovství Evropy 2014.

| Pořadatel - Německo | Mistrovství Evropy 2014 - Nizozemsko - Polsko - Rakousko - Česko - Bělorusko - Ukrajina - Belgie | Afrika – kvalifikace - Jižní Afrika | Panamerické mistrovství 2014 - Kanada | Mistrovství Asie 2014 - Kazachstán | Oceánie – kvalifikace - Austrálie |

## Skupina A
- 4. února
- Rakousko – Kanada 1:0 Zpráva
- Ukrajina – Austrálie 2:4 Zpráva
- Německo – Belgie 4:1 Zpráva
- Rakousko – Austrálie 2:3 Zpráva
- Belgie – Ukrajina 4:7 Zpráva
- Německo – Kanada 8:1 Zpráva
- 5. února
- Belgie – Rakousko 2:3 Zpráva
- Austrálie – Kanada 3:1 Zpráva
- Ukrajina – Německo 3:6 Zpráva
- Austrálie – Belgie 4:3 Zpráva
- Kanada – Ukrajina 4:4 Zpráva
- Rakousko – Německo 1:10 Zpráva
- 6. února
- Kanada – Belgie 2:2 Zpráva
- Ukrajina – Rakousko 2:2 Zpráva
- Německo – Austrálie 5:1 Zpráva

| Poř. | Tým       | Z | V | R | P | VG | OG | B  |
| ---- | --------- | - | - | - | - | -- | -- | -- |
| 1.   | Německo   | 5 | 5 | 0 | 0 | 33 | 7  | 15 |
| 2.   | Austrálie | 5 | 4 | 0 | 1 | 15 | 13 | 12 |
| 3.   | Rakousko  | 5 | 2 | 1 | 2 | 9  | 17 | 7  |
| 4.   | Ukrajina  | 5 | 1 | 2 | 2 | 18 | 20 | 5  |
| 5.   | Kanada    | 5 | 0 | 2 | 3 | 8  | 18 | 2  |
| 6.   | Belgie    | 5 | 0 | 1 | 4 | 12 | 20 | 1  |

## Skupina B
- 4. února
- Nizozemsko – Jihoafrická republika 14:0 Zpráva
- Česko – Polsko 3:2 Zpráva
- Bělorusko – Kazachstán 6:3 Zpráva
- Bělorusko – Polsko 3:3 Zpráva
- Jihoafrická republika – Česko 3:5 Zpráva
- Nizozemsko – Kazachstán 15:0 Zpráva
- 5. února
- Polsko – Kazachstán 6:1 Zpráva
- Česko – Nizozemsko 2:7 Zpráva
- Jihoafrická republika – Bělorusko 0:11 Zpráva
- Kazachstán – Česko 1:11 Zpráva
- Bělorusko – Nizozemsko 1:8 Zpráva
- Polsko – Jihoafrická republika 5:1 Zpráva
- 6. února
- Nizozemsko – Polsko 6:3 Zpráva
- Kazachstán – Jihoafrická republika 5:5 Zpráva
- Česko – Bělorusko 0:7 Zpráva

| Poř. | Tým          | Z | V | R | P | VG | OG | B  |
| ---- | ------------ | - | - | - | - | -- | -- | -- |
| 1.   | Nizozemsko   | 5 | 5 | 0 | 0 | 50 | 6  | 15 |
| 2.   | Bělorusko    | 5 | 3 | 1 | 1 | 28 | 14 | 10 |
| 3.   | Česko        | 5 | 3 | 0 | 2 | 21 | 20 | 9  |
| 4.   | Polsko       | 5 | 2 | 1 | 2 | 19 | 14 | 7  |
| 5.   | Jižní Afrika | 5 | 0 | 1 | 4 | 9  | 40 | 1  |
| 6.   | Kazachstán   | 5 | 0 | 1 | 4 | 10 | 43 | 1  |

- O pořadí na 5. a 6. místě rozhodl poměr ve skóre vstřelených a obdržených branek.

## Zápasy o umístění
6. února se hrají oba zápasy o 9. až 12. místo a všechny 4 čtvrtfinále, 7. února se odehrají oba zápasy o 5. až 8. místo, zápas o 11. místo, zápas o 9. místo a obě semifinále, 8. února se odehraje zápas o 3. místo, zápas o 7. místo, zápas o 5. místo a finále.

### Schéma zápasů o 9. až 12. místo
|  | O 9. až 12. místo | O 9. až 12. místo | O 9. až 12. místo |  |  | O 9. místo  | O 9. místo   | O 9. místo  |
|  |                   |                   |                   |  |  |             |              |             |
|  | 5.A               | Kanada            | 4                 |  |  |             |              |             |
|  | 6.B               | Kazachstán        | 1                 |  |  |             |              |             |
|  |                   |                   |                   |  |  | 5.A         | Kanada       | 2           |
|  |                   |                   |                   |  |  | 5.B         | Jižní Afrika | 4           |
|  | 5.B               | Jižní Afrika      | 2 (3)             |  |  |             |              |             |
|  | 6.A               | Belgie            | 2 (1)             |  |  | O 11. místo | O 11. místo  | O 11. místo |
|  |                   |                   |                   |  |  | 6.B         | Kazachstán   | 5           |
|  |                   |                   |                   |  |  | 6.A         | Belgie       | 6           |

### Schéma zápasů o medaile
|  | Čtvrtfinále 1 |               |               |  |     |              |              |              |  |               |               |               |       |
|  | 1.A           | Německo       | 2             |  |     |              |              |              |  |               |               |               |       |
|  | 4.B           | Polsko        | 1             |  |     | Semifinále 1 | Semifinále 1 | Semifinále 1 |  |               |               |               |       |
|  |               |               |               |  |     | 1.A          | Německo      | 7            |  |               |               |               |       |
|  | Čtvrtfinále 2 | Čtvrtfinále 2 | Čtvrtfinále 2 |  | 3.A | Rakousko     | 0            |              |  |               |               |               |       |
|  | 2.B           | Bělorusko     | 3 (1)         |  |     |              |              |              |  |               |               |               |       |
|  | 3.A           | Rakousko      | 3 (2)         |  |     |              |              |              |  | Finále        | Finále        | Finále        |       |
|  |               |               |               |  |     |              |              |              |  |               | 1.A           | Německo       | 1 (0) |
|  | Čtvrtfinále 3 | Čtvrtfinále 3 | Čtvrtfinále 3 |  |     |              |              |              |  |               | 3.B           | Nizozemsko    | 1 (1) |
|  | 1.B           | Nizozemsko    | 2             |  |     |              |              |              |  |               |               |               |       |
|  | 4.A           | Ukrajina      | 0             |  |     | Semifinále 2 | Semifinále 2 | Semifinále 2 |  | Zápas o bronz | Zápas o bronz | Zápas o bronz |       |
|  |               |               |               |  |     | 1.B          | Nizozemsko   | 3            |  | 3.A           | Rakousko      | 0 (0)         |       |
|  | Čtvrtfinále 4 | Čtvrtfinále 4 | Čtvrtfinále 4 |  | 3.B | Česko        | 1            |              |  | 3.B           | Česko         | 0 (2)         |       |
|  | 2.A           | Austrálie     | 3             |  |     |              |              |              |  |               |               |               |       |
|  | 3.B           | Česko         | 4             |  |     |              |              |              |  |               |               |               |       |

### Schéma zápasů o 5. až 8. místo
|  | O 5. až 8. místo | O 5. až 8. místo | O 5. až 8. místo |  |  | O 5. místo | O 5. místo | O 5. místo |
|  |                  |                  |                  |  |  |            |            |            |
|  | 4.B              | Polsko           | 3                |  |  |            |            |            |
|  | 2.B              | Bělorusko        | 2                |  |  |            |            |            |
|  |                  |                  |                  |  |  | 4.B        | Polsko     | 7          |
|  |                  |                  |                  |  |  | 4.A        | Ukrajina   | 3          |
|  | 4.A              | Ukrajina         | 3 (2)            |  |  |            |            |            |
|  | 2.A              | Austrálie        | 3 (1)            |  |  | O 7. místo | O 7. místo | O 7. místo |
|  |                  |                  |                  |  |  | 2.B        | Bělorusko  | 3          |
|  |                  |                  |                  |  |  | 2.A        | Austrálie  | 1          |

### O 9. až 12. místo
- 6. února
- Kanada – Kazachstán 4:1 Zpráva
- Jihoafrická republika – Belgie 2:2 (3:1 na penalty) Zpráva

### Čtvrtfinále
- 6. února
- Německo – Polsko 2:1 Zpráva
- Bělorusko – Rakousko 3:3 (1:2 na penalty) Zpráva
- Nizozemsko – Ukrajina 2:0 Zpráva
- Austrálie – Česko 3:4 Zpráva

### O 11. místo
- 7. února
- Kazachstán – Belgie 5:6 Zpráva

### O 9. místo
- 7. února
- Kanada – Jihoafrická republika 2:4 Zpráva

### O 5. až 8. místo
- 7. února
- Polsko – Bělorusko 3:2 Zpráva
- Ukrajina – Austrálie 3:3 (2:1 na penalty) Zpráva

### Semifinále
- 7. února
- Německo – Rakousko 7:0 Zpráva
- Nizozemsko – Česko 3:1 Zpráva

### O 7. místo
- 8. února
- Bělorusko – Austrálie 3:1 Zpráva

### O 5. místo
- 8. února
- Polsko – Ukrajina 7:3 Zpráva

### O 3. místo
- 8. února
- Rakousko – Česko 0:0 (0:2 na penalty) Zpráva

### Finále
- 8. února
- Německo – Nizozemsko 1:1 (0:1 na penalty) Zpráva

## Konečné pořadí turnaje žen
| Poř. | Tým          |
| ---- | ------------ |
| 1.   | Nizozemsko   |
| 2.   | Německo      |
| 3.   | Česko        |
| 4.   | Rakousko     |
| 5.   | Polsko       |
| 6.   | Ukrajina     |
| 7.   | Bělorusko    |
| 8.   | Austrálie    |
| 9.   | Jižní Afrika |
| 10.  | Kanada       |
| 11.  | Belgie       |
| 12.  | Kazachstán   |